# 月夜野温泉
月夜野温泉（つきよのおんせん）は、群馬県利根郡みなかみ町後閑（旧・月夜野町）にある温泉。みなかみ町に18か所ある温泉地「みなかみ18湯」の1つ。
本記事では同一視されることがある真沢温泉（さなざわおんせん）・黒岩八景温泉（くろいわはっけいおんせん）についても触れる。

## 泉質
月夜野温泉
- 泉質：アルカリ性単純温泉
- 泉温：セ氏30度
- 効能：
  - 神経痛、関節痛、運動麻痺、慢性消化器病
  - 神経痛、リウマチ

真沢温泉
- 湧出地点：群馬県利根郡みなかみ町月夜野2536
- 泉質：メタケイ酸含有アルカリ性 (pH 9.6) 低張性冷鉱泉
- 泉温：セ氏22.9度
- 効能：病後回復期、疲労回復、健康増進

黒岩八景温泉
- 湧出地点：群馬県利根郡みなかみ町大字上津字大原798-24
- 泉質：ナトリウム・カルシウム - 硫酸塩・塩化物温泉（アルカリ性低張性低温泉）
- 泉温：セ氏31.5度
- 効能：神経痛、筋肉痛、関節痛、五十肩、運動麻痺、関節のこわばり、うちみ、くじき、慢性消化器病、疾病、冷え性、病後回復期、疲労回復、健康増進、きりきず、やけど、慢性皮膚病、虚弱児童、慢性婦人病、動脈硬化症

## 温泉街
月夜野温泉は、JR上越線・後閑駅の北、三峰山のふもとに位置する。源泉は山の裾野を500メートルの深さまでボーリングして掘り当てたもので、加熱して浴用に供している。温泉宿は「みねの湯 つきよの館」1軒、日帰り入浴施設が「みなかみ町営温泉センター 三峰の湯」1軒。高台にある温泉地からは、眼下に広がる里山の風景を望むことができる。

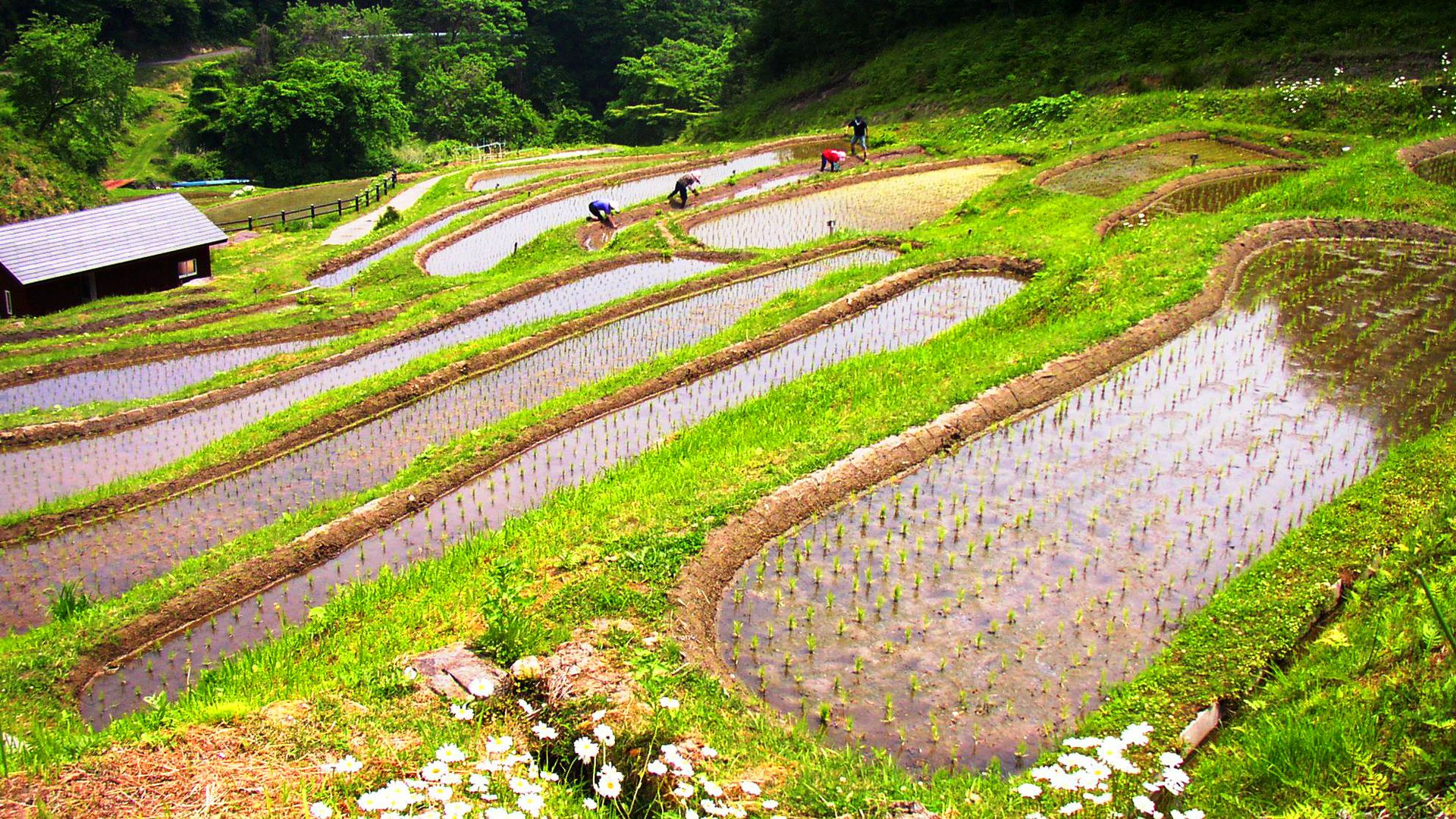
真沢の森の棚田

利根川を挟んで対岸、みなかみ町月夜野には真沢温泉があり、温泉宿「真沢の森」が1軒ある（日帰り入浴可）。こちらも「みなかみ18湯」の1つであるが、真沢の森が月夜野温泉として紹介されることがあるなど、しばしば月夜野温泉と同一視される。
また、TMS株式会社（神奈川県）による温泉水のデリバリー「稲荷の湯」の源泉も、みなかみ町の町内にある（みなかみ町上津）。かつて月夜野温泉という名称で提供されていたが、現在では当地の名勝・黒岩八景の名を冠した月夜野・黒岩八景温泉という名称を用いている。採取した温泉水をタンクローリーで首都圏の個人客・法人客（入浴施設や宿泊施設、福祉施設など）向けに配送している。

## アクセス
月夜野温泉
JR上越線・後閑駅から自動車で5分間。
真沢温泉
JR上越新幹線・上毛高原駅から自動車で約10分間。または関越自動車道・月夜野インターチェンジから自動車で約20分間。